# 仿海鱔鯛
仿海鱔鯛，為鱸形目鱸亞目擬雀鯛科的其中一種，目前僅發現於西印度洋的馬達加斯加西南部海域，本魚身體細長，體長可達11.7公分，棲息在底層水域，生活習性不明。